# Lista de prefeitos de Santa Cruz (Rio Grande do Norte)
Esta é a lista de prefeitos de Santa Cruz, município brasileiro do estado do Rio Grande do Norte.

## Período Monárquico
| Nº | Presidente                | Imagem | Partido | Início de mandato       | Fim de mandato         | Observações          |
| -- | ------------------------- | ------ | ------- | ----------------------- | ---------------------- | -------------------- |
| 1  | Francisco Antunes de Lima |        |         | 18 de fevereiro de 1883 | 18 de dezembro de 1890 | Presidente da Câmara |

## Período Republicano

### Intendentes
| Nº | Intendente                               | Imagem | Partido | Início de mandato      | Fim de mandato        | Observações |
| -- | ---------------------------------------- | ------ | ------- | ---------------------- | --------------------- | ----------- |
| 1  | Ivo Abdias Furtado de Mendonça e Menezes |        |         | 18 de dezembro de 1890 | 1º de janeiro de 1905 | Intendente  |
| 2  | José Ferreira Rocha                      |        |         | 1º de janeiro de 1905  | 1º de janeiro de 1911 | Intendente  |
| 3  | Ezequiel Mergelino de Souza              |        |         | 1º de janeiro de 1911  | 1º de janeiro de 1914 | Intendente  |
| 4  | Sinésio Pereira Guimarães                |        |         | 1º de janeiro de 1914  | 1º de janeiro de 1917 | Intendente  |
| 5  | Miguel Nunes de Carvalho                 |        |         | 1º de janeiro de 1917  | 1º de janeiro de 1926 | Intendente  |
| 6  | Pedro Medeiros de Araújo                 |        |         | 1º de janeiro de 1926  | 1º de janeiro de 1929 | Intendente  |

### Prefeitos
| Nº | Prefeito                                        | Imagem                       | Partido                   | Início de mandato       | Fim de mandato          | Vice-prefeito                       | Observações                     |
| -- | ----------------------------------------------- | ---------------------------- | ------------------------- | ----------------------- | ----------------------- | ----------------------------------- | ------------------------------- |
| 1  | Ezequiel Mergelino de Souza                     |                              |                           | 1º de janeiro de 1929   | 8 de outubro de 1930    | não encontrado                      | Prefeito e vice eleitos         |
| 2  | Cleto Antunes de Lima                           |                              |                           | 8 de outubro de 1930    |                         | —                                   | Prefeito nomeado                |
| 3  | Aderson Lisboa                                  |                              |                           |                         | 31 de outubro de 1935   | —                                   | Prefeito nomeado                |
| 4  | Odorico Ferreira de Souza                       |                              |                           | 31 de outubro de 1935   | 18 de julho de 1943     | —                                   | Prefeito nomeado                |
| 5  | Alfredo Xavier Bezerra                          |                              |                           | 19 de julho de 1943     | 14 de outubro de 1945   | —                                   | Prefeito nomeado                |
| 6  | Júlio César Pinheiro                            |                              |                           | 14 de outubro de 1945   | 31 de janeiro de 1946   | —                                   | Prefeito nomeado                |
| 7  | José Josias Bezerra                             |                              |                           | 31 de janeiro de 1946   | 1º de março de 1946     |                                     | Prefeito nomeado                |
| 8  | Adauto de Sá Leitão                             |                              |                           | 1º de março de 1946     | 11 de dezembro de 1948  | —                                   | Prefeito nomeado                |
| 9  | Jácio Luiz Bezerra Fiúza                        |                              | PSD                       | 11 de dezembro de 1948  | 31 de janeiro de 1953   | Raul Bastos                         | Prefeito e vice eleitos         |
| 10 | João Bianor Bezerra                             |                              |                           | 31 de janeiro de 1953   | 31 de janeiro de 1958   | não encontrado                      | Prefeito e vice eleitos         |
| 11 | José Ferreira Sobrinho                          |                              |                           | 31 de janeiro de 1958   | 31 de janeiro de 1963   | não encontrado                      | Prefeito e vice eleitos         |
| 12 | Clodoval Medeiros                               |                              |                           | 31 de janeiro de 1963   | 31 de janeiro de 1969   | não encontrado                      | Prefeito e vice eleitos         |
| 13 | José Bezerra Cavalcanti                         |                              |                           | 31 de janeiro de 1969   | 31 de janeiro de 1973   | não encontrado                      | Prefeito e vice eleitos         |
| 14 | José Rodrigues da Rocha                         |                              |                           | 31 de janeiro de 1973   | 31 de janeiro de 1977   | não encontrado                      | Prefeito e vice eleitos         |
| 15 | Hildebrando Teixeira de Souza                   |                              |                           | 31 de janeiro de 1977   | 31 de janeiro de 1983   | Gilson Alves de Andrade             | Prefeito e vice eleitos         |
| 16 | Gilson Alves de Andrade                         |                              |                           | 31 de janeiro de 1983   | 31 de dezembro de 1988  | não encontrado                      | Prefeito e vice eleitos         |
| 17 | Francisco Medeiros Sobrinho                     |                              |                           | 1º de janeiro de 1989   | 31 de dezembro de 1992  | não encontrado                      | Prefeito e vice eleitos         |
| 18 | João Batista Cabral                             |                              |                           | 1º de janeiro de 1993   | 31 de dezembro de 1996  | Ayrton José da Silva                | Prefeito e vice eleitos         |
| 19 | Ayrton José da Silva                            |                              | PSDB                      | 1º de janeiro de 1997   | 31 de dezembro de 2000  | não encontrado                      | Prefeito e vice eleitos         |
| 20 | Tomba Farias                                    |                              | PMDB                      | 1º de janeiro de 2001   | 31 de dezembro de 2008  | Odorico Ferreira de Souza Neto      | Prefeito e vice eleitos         |
| 20 | Tomba Farias                                    | PTB                          | Prefeito e vice reeleitos | 1º de janeiro de 2001   | 31 de dezembro de 2008  | Odorico Ferreira de Souza Neto      |                                 |
| 21 | José Péricles Farias da Rocha                   |                              | PSDB                      | 1º de janeiro de 2009   | 31 de dezembro de 2012  | João Olímpio Maia Ferreira de Souza | Prefeito e vice eleitos         |
| 22 | Fernanda Costa Bezerra                          |                              | PMDB                      | 1º de janeiro de 2013   | 27 de novembro de 2018  | João Olímpio Maia Ferreira de Souza | Prefeita eleita e vice reeleito |
| 22 | Fernanda Costa Bezerra                          | Ivanildo Ferreira Lima Filho | PMDB                      | 1º de janeiro de 2013   | 27 de novembro de 2018  | Prefeita reeleita e vice eleito     |                                 |
| 23 | Genicleide Ferreira da Silva Azevedo            |                              | PMDB                      | 27 de novembro de 2018  | 14 de dezembro de 2018  | —                                   | Prefeito interino               |
| 24 | Marco Celito da Costa                           |                              | PMDB                      | 14 de dezembro de 2018  | 1 de janeiro de 2019    | —                                   | Prefeito interino               |
| 25 | Fábio Rodrigues Dias                            |                              | PSB                       | 2 de janeiro de 2019    | 25 de fevereiro de 2019 | —                                   | Prefeito interino               |
| 26 | Ivanildo Ferreira Lima Filho                    |                              | PSB                       | 25 de fevereiro de 2019 | 31 de dezembro de 2024  | Glauther Adriano Azevedo Silva      | Prefeito e vice eleitos         |
| 26 | Ivanildo Ferreira Lima Filho                    | PSDB                         | Prefeito e vice reeleitos | 25 de fevereiro de 2019 | 31 de dezembro de 2024  | Glauther Adriano Azevedo Silva      |                                 |
| 27 | Ana Fabrícia de Araújo Silva Rodrigues de Souza |                              | MDB                       | 1º de janeiro de 2025   | até a atualidade        | Nielmo Ferreira de Macedo           | Prefeita e vice reeleitos       |